# Деминг (Вашингтон)
Деминг (енгл. Deming) насељено је место без административног статуса у америчкој савезној држави Вашингтон.

## Демографија
По попису из 2010. године број становника је 353, што је 143 (68,1%) становника више него 2000. године.
| Група             | 2000.       | 2010.       |
| Белци             | 192 (91,4%) | 324 (91,8%) |
| Афроамериканци    | 3 (1,4%)    | 3 (0,8%)    |
| Азијати           | 0 (0,0%)    | 3 (0,8%)    |
| Хиспаноамериканци | 6 (2,9%)    | 12 (3,4%)   |
| Укупно            | 210         | 353         |